# Крезанси-ан-Сансер
Крезанси́-ан-Сансе́р (фр. Crézancy-en-Sancerre) — коммуна во Франции, находится в регионе Центр. Департамент — Шер. Входит в состав кантона Сансер. Округ коммуны — Бурж.
Код INSEE коммуны — 18079.
Коммуна расположена приблизительно в 175 км к югу от Парижа, в 95 км юго-восточнее Орлеана, в 36 км к северо-востоку от Буржа.

## Население
Население коммуны на 2008 год составляло 497 человек.
| 1962 | 1968 | 1975 | 1982 | 1990 | 1999 | 2008 |
| ---- | ---- | ---- | ---- | ---- | ---- | ---- |
| 489  | 562  | 540  | 511  | 510  | 500  | 497  |

## Экономика

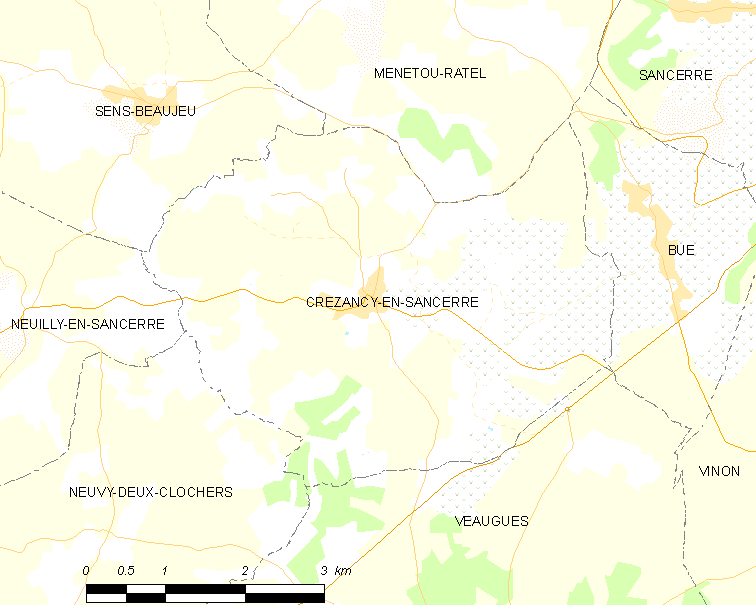
Карта коммуны

В 2007 году среди 324 человек в трудоспособном возрасте (15-64 лет) 257 были экономически активными, 67 — неактивными (показатель активности — 79,3 %, в 1999 году было 74,8 %). Из 257 активных работали 234 человека (129 мужчин и 105 женщин), безработных было 23 (10 мужчин и 13 женщин). Среди 67 неактивных 25 человек были учениками или студентами, 23 — пенсионерами, 19 были неактивными по другим причинам.